# Kwetsang Rinpoché
Kwetsang Rinpoché, aussi appelé Ketsang, Keutsang ou Kyitsang (tibétain : ཀེའུ་ཚང་རིན་པོ་ཆེ, Wylie : ke'u tshang rin po che), fut dans la première moitié du XXe siècle, l'abbé de Séra, un monastère gelugpa du bouddhisme tibétain. Il participa à la recherche du 14e dalaï-lama, réincarnation du 13e dalaï-lama.
Ketsang Rinpoché était le chef de l'un des trois groupes envoyés en 1937 à la recherche de la réincarnation du 13e dalaï-lama. En février 1937, il arriva à Jyekundo, à proximité du Yangtsé Kiang. Il y rencontra le 9e panchen-lama Thubten Chökyi Nyima, de retour d'exil en Chine. Ce dernier lui donna des informations concernant trois jeunes enfants. Le troisième enfant, auquel ils rendirent visite, semblait être l'incarnation qu'ils cherchaient, à savoir Tenzin Gyatso ou Lhamo Dondup comme il s'appelait à l'époque. Ketsang Rinpoché déclara plus tard qu'il avait été très ému quand le garçon lui avait dit : « Je suis celui qui œuvre pour tous les êtres sensibles ». À cette époque, Ketsang Rinpoché était déguisé en moine, afin de ne pas être reconnu.
Keutsang Trulku Jampel Yeshe, né en 1944 dans l'U-Tsang, a été reconnu comme sa réincarnation et le 5e dans la lignée des Keutsang,,.